# Якорь Байерса

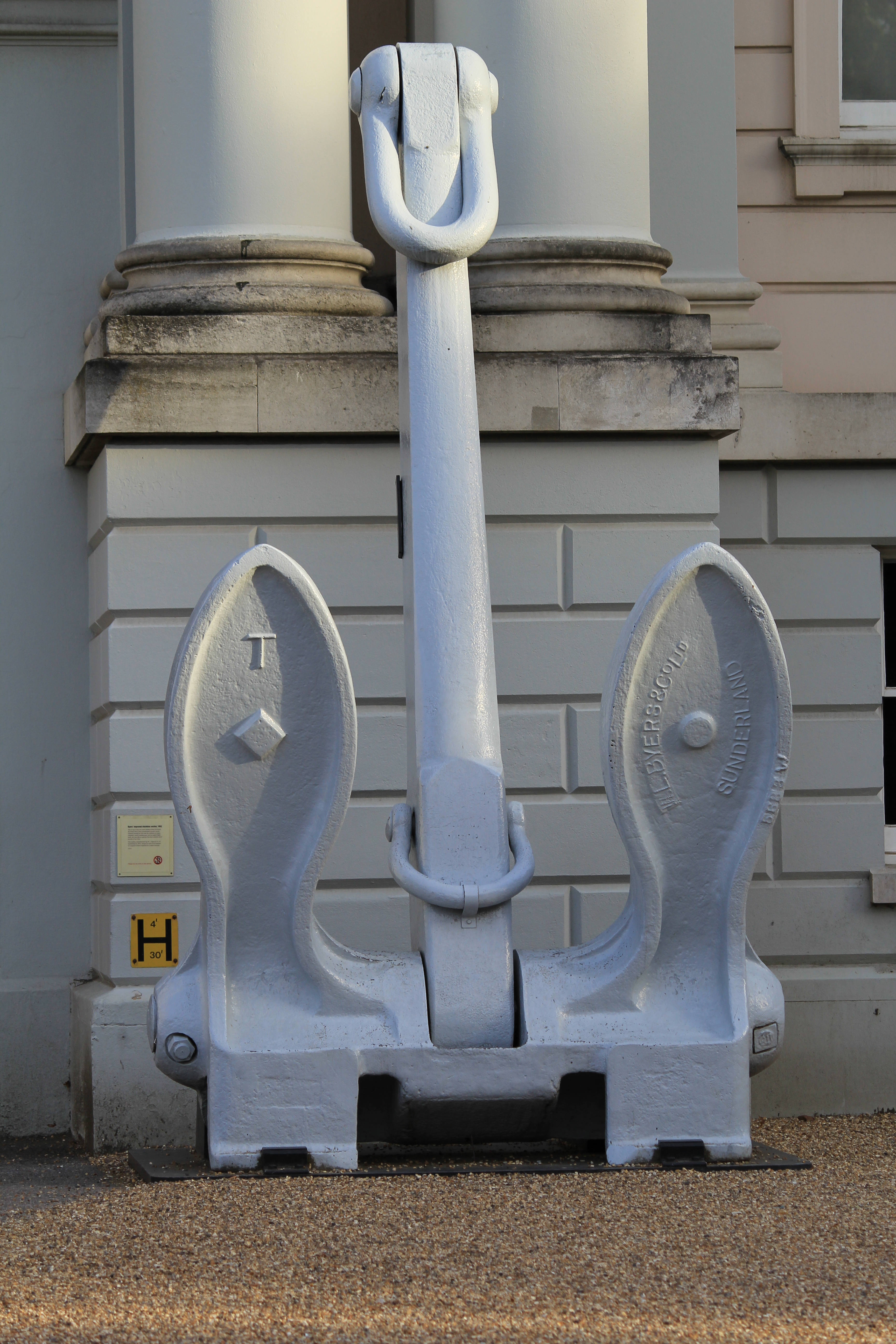
Поздний вариант якоря Байерса у здания Национального Морского музея в Лондоне

Я́корь Ба́йерса (от англ. Byers anchor) — один из типов современных якорей повышенной держащей силы, в 1970-х гг. являлся наиболее распространённым якорем в мире.

## История
Судовладелец Уильям Ламсдон Байерс (1849—1906) начал производство якорей в Сандерленде в 1880-х гг. В 1887 он взял патент вместе с потомственным якорных дел мастером-кузнецом Джозефом Б. Стори (1848—1913) из Гейтсхеда, который разработал модную по тем временам бесштоковую конструкцию якоря. Пройдя испытания Lloyd’s of London в следующем году, якорь был запущен в производство (изначально под брендом Holdfast, но вскоре переименован в Reliance) на железоделательном заводе родственников матери Байерса Ламсдонов в Монкуирмуте. В 1889 году бизнесмен выкупил долю Стори в патенте всего за 50 фунтов. В 1890-е гг. Reliance делался как из кованого железа, так и из литой стали.
Примечательно, что фирма W. L. Byers & Co. зарегистрировала свастику в качестве своей эмблемы. Для отдельных заказчиков производились также и якоря Байерса со штоком.
В 1900 году Байерс взял патент на якорь со сквозным болтом, а в 1903 другим патентом устранил утыкание лап в клюз и добавил на них рёбра жёсткости. В 1906 он покончил с собой, бросившись под поезд. В 1910 новый директор фирмы запатентовал финальную конструкцию якоря с рёбрами жёсткости, идущими по краю лап (на фото справа), которая производится и в XXI веке.

## Конструкция
Коробка якоря — литая, несёт лапы и не имеет больших захватов, выступающих под прямым углом. Скосы коробки придают ей обтекаемую форму и позволяют якорю лучше зарываться в грунт. Края лап якоря усилены окантовывающими ребрами жёсткости, что придаёт конструкции достаточную прочность, необходимую для безопасного падения на каменистый грунт.
Якорь Байерса имеет довольно широкое распространение в мировом торговом флоте и выпускается в весовой категории от 50 кг до 20 т.

## Галерея

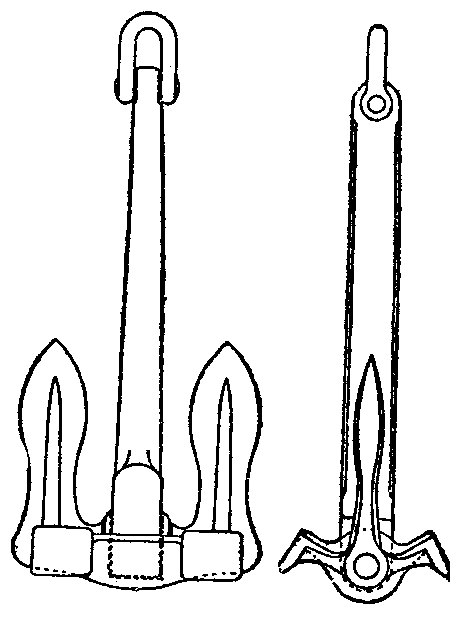
Схема одного из ранних якорей Байерса, 1911
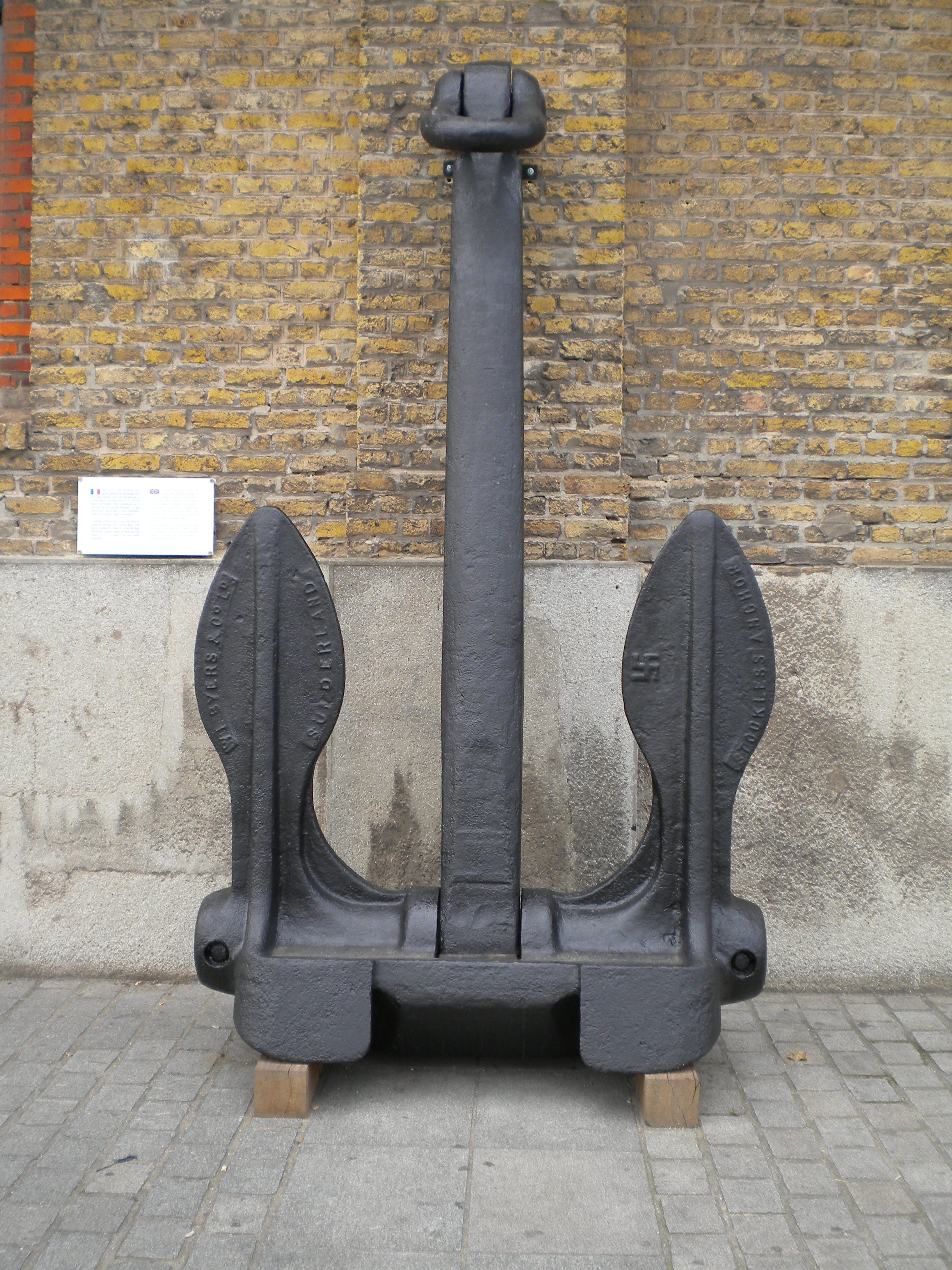
Ранний якорь Байерса со свастикой
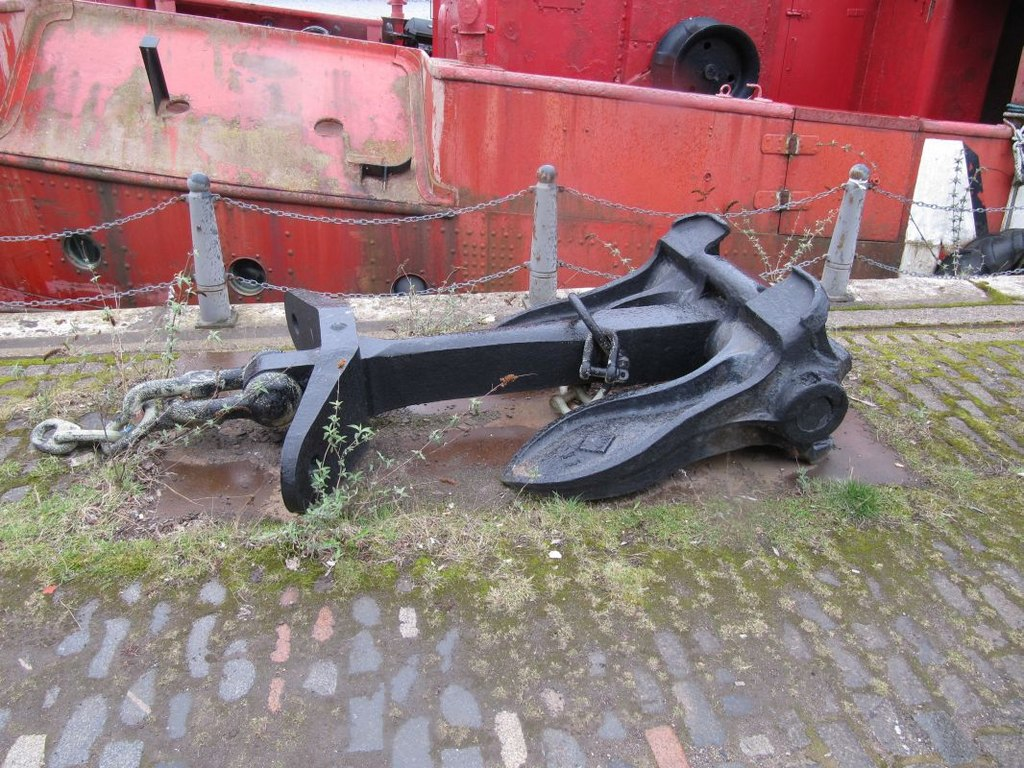
Якорь Байерса по патенту 1910 г. со штоком
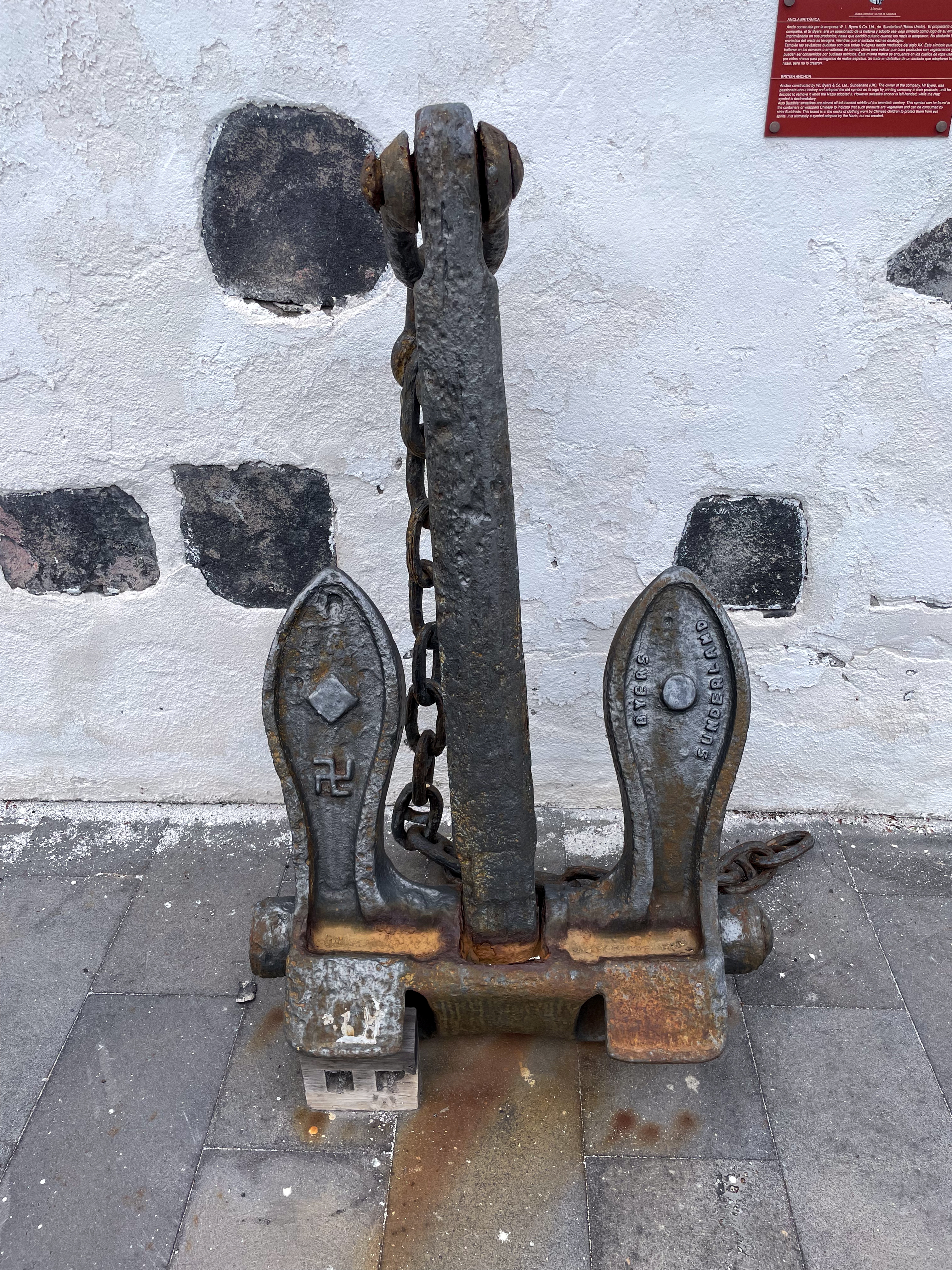
Якорь Байерса по патенту 1910 г., также со свастикой
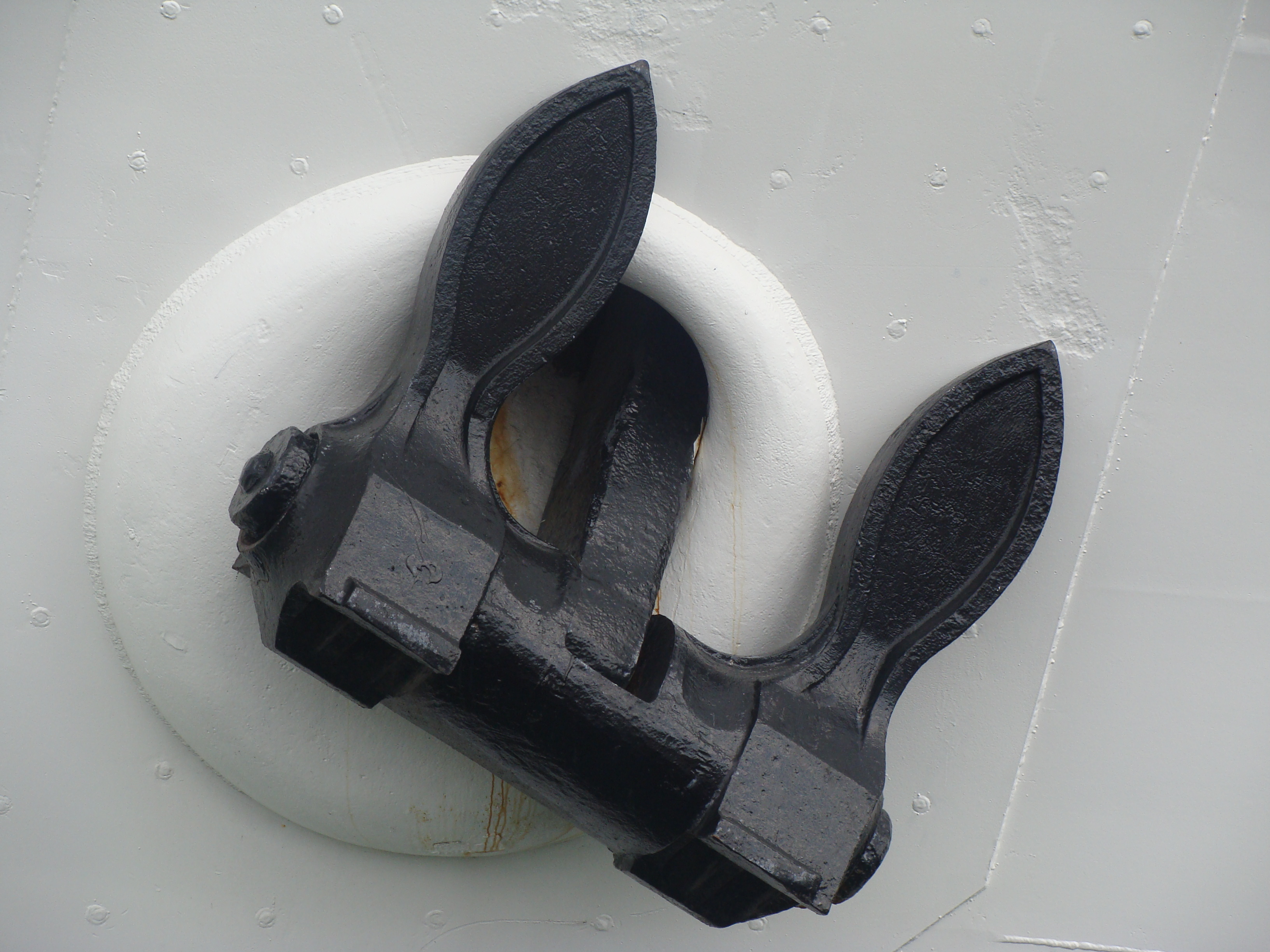
Якорь без свастики в клюзе судня 1959 г. постройки
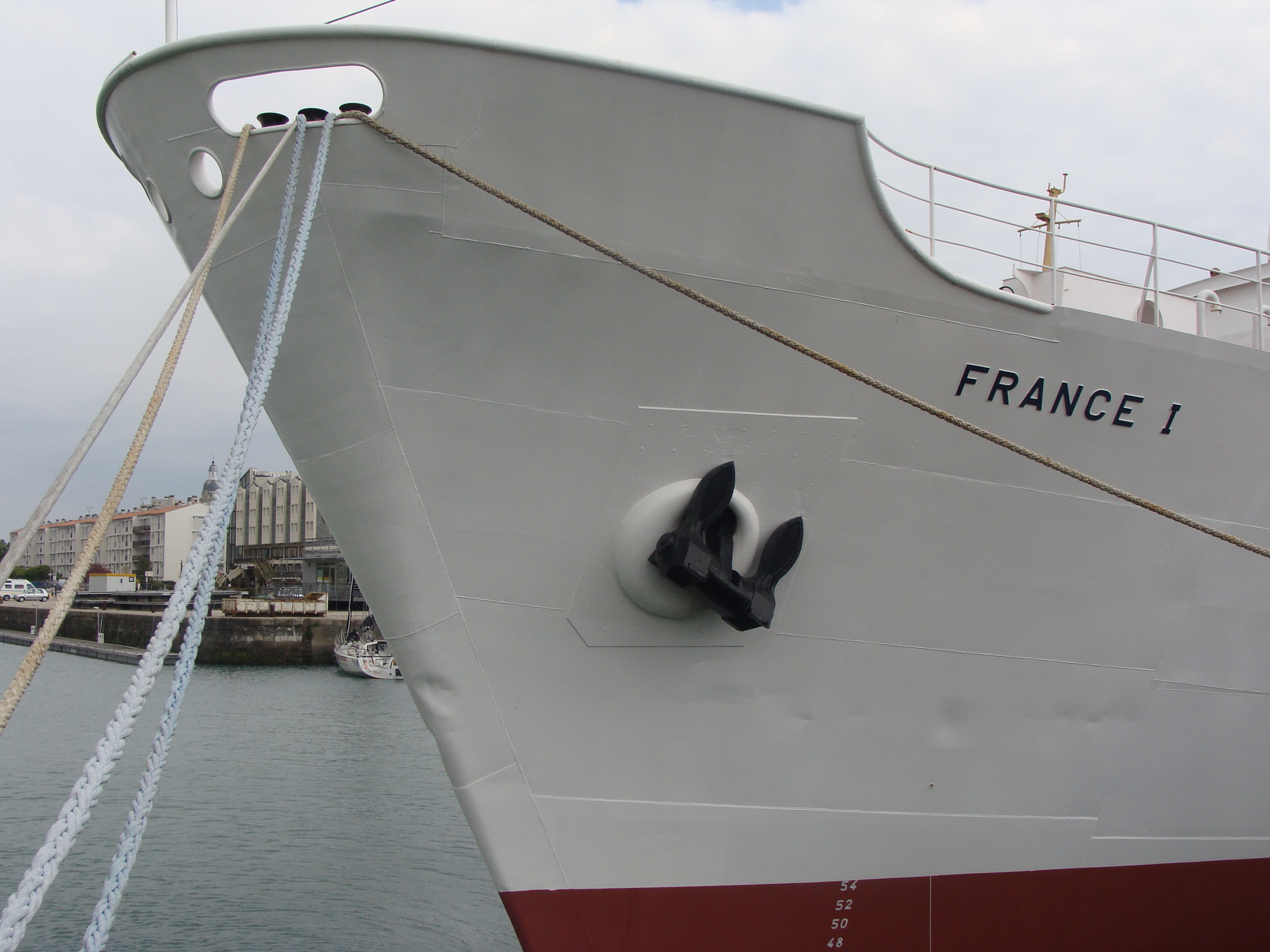
То же, общий план
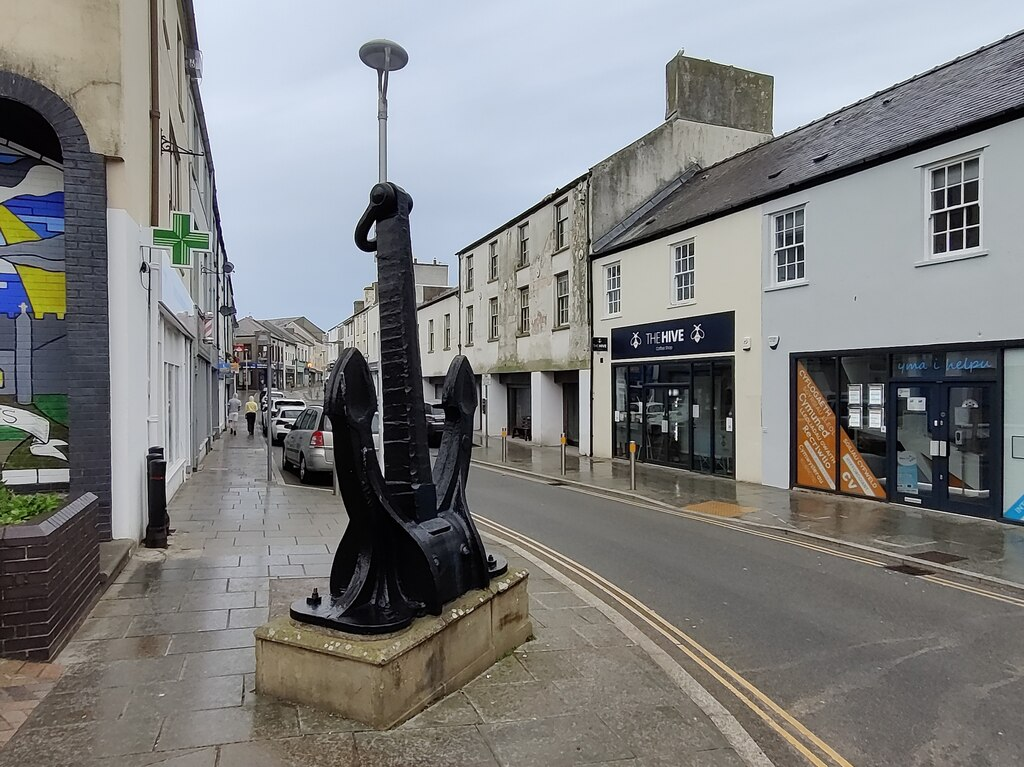
W. L. Byers & Co. также производила якоря Спекснейдера